# Građanski Zagrzeb
1. HŠK Građanski Zagreb (chorw. Prvi hrvatski građanski športski klub - Pierwszy chorwacki obywatelski klub sportowy), znany także jako Građanski Zagrzeb – chorwacki klub piłkarski z Zagrzebia, założony w 1911. Jeden z najbardziej utytułowanych zespołów w historii przedwojennej Jugosławii, rozwiązany wiosną 1945. Spadkobiercą tradycji Građanskiego jest grające w Prvej HNL Dinamo Zagrzeb.

## Historia

### Złota epoka (1911–1939)

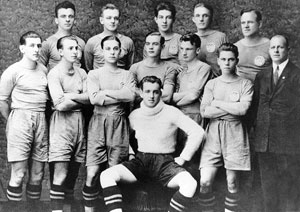
Zespół mistrza Jugosławii 1926. W dolnym rzędzie pierwszy od lewej Slavin Cindrić.

Građanski został założony w 1911 w Zagrzebiu, który był wówczas częścią imperium austro-węgierskiego. Inicjatorem powstania klubu był Andrija Mutafeija - późniejszy wieloletni prezes Građanskiego stworzył alternatywę dla węgierskich klubów sportowych, działających w mieście i okolicy. Od momentu powstania Građanski był klubem wielosekcyjnym, w której działały sekcje piłki nożnej, ręcznej i kolarstwa. Przed powstaniem stadionu przy Koturaszkiej klub korzystał z obiektów w dzielnicach Tuszkanac, Martinovka i Kanal. W 1924 doszło do otwarcia nowego, dziesięciotysięcznego stadionu w dzisiejszej dzielnicy Trnje, na którym piłkarze grali do rozwiązania klubu w 1945.
Pierwszym meczem w historii drużyny piłkarskiej było spotkanie derbowe z HAŠK, przegrane 1–5. W pierwszych latach istnienia Građanski zyskał sporą popularność wśród klasy robotniczej w przeciwieństwie do akademickiego HAŠK, ściśle związanego z uniwersyteckim środowiskiem Zagrzebia. W 1923 doszło do inauguracji jugosłowiańskiej ekstraklasy, w której wystąpiły także zespoły ze Splitu, Lublany, Belgradu, Suboticy i Sarajewa. W swoim debiutanckim sezonie Građanski wywalczył tytuł mistrzowski, pokonując w finale SAŠK Sarajewo 4–2. Do wybuchu II wojny światowej klub zdobył jeszcze cztery mistrzostwa (1926, 1928, 1937, 1940) oraz dwa wicemistrzostwa (1925, 1939).

### Wojna i upadek (1939-1945)

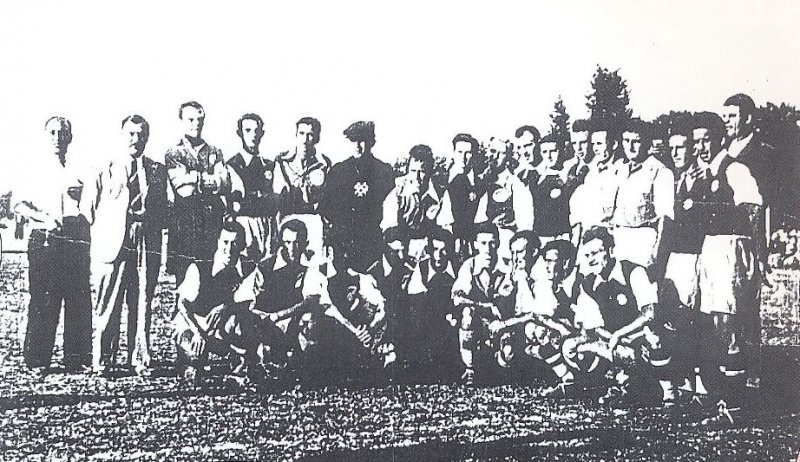
HŠK Zrinjski Mostar - 1. HŠK Građanski Zagreb (2–3) – Mostar, 1940

Bezpośrednim wynikiem ataku państw Osi na Królestwo Jugosławii w 1941 był rozpad państwa i zawieszenie rozgrywek sportowych na terenie kraju. Po powstaniu marionetkowego Niepodległego Państwa Chorwackiego ustanowiono mistrzostwa kraju w piłce nożnej z udziałem najlepszych chorwackich klubów. W czterech sezonach rozgrywek Građanski wywalczył dwa mistrzostwa (1941 - nie dokończono sezonu, ale uznano mistrzostwo - oraz 1943–44). Po zakończeniu wojny w 1945 komunistyczny rząd zdelegalizował przedwojenne kluby sportowe, a wśród nich stowarzyszenia z Zagrzebia - HAŠK, HŠK Concordia i Građanski. 10 kwietnia 1945 historia zatoczyła koło - swoje ostatnie spotkanie w dziejach klub rozegrał przeciwko akademickiemu HAŠK (2–2).
W tym samym roku powstało Dinamo Zagrzeb, które miało zastąpić Građanski na piłkarskiej mapie Jugosławii. Nowy klub przejął barwy rozwiązanego, a w 1969 przyjął logo przypominające herb przedwojennej drużyny. Wielu byłych piłkarzy Građanskiego kontynuowało swoje kariery w barwach Dinamo - wśród nich Ivan Jazbinšek, August Lešnik, Zvonimir Cimermančić i Milan Antolković, do spółki z trenerem Mártonem Bukovim. Wielu chorwackich piłkarzy dołączyło do wojskowego Partizana Belgrad, a wśród nich późniejsza legenda klubu z Humskiej – Stjepan Bobek.

### Građanski w europejskich pucharach
Građanski trzykrotnie wystąpił w kontynentalnych rozgrywkach klubowych, pucharze Mitropa - w 1928, 1937 i 1940. W debiutanckim sezonie zawodnicy z Zagrzebia odpadli w ćwierćfinale z Viktorią Żiżkow, przegrywając 4:8 w dwumeczu. Po dziewięcioletniej przerwie pogromcą Chorwatów okazał się genueński FBC, wygrywając dwumecz 6:1. W 1940 Građanski wyeliminował w ćwierćfinale Újpest FC (5:0 w dwumeczu), a o awansie Rapidu Bukareszt z pary półfinałowej zadecydował rzut monetą po meczu barażowym rozegranym w Suboticy. Finał, w którym Rumuni mieli zmierzyć się z węgierskim Ferencvároszem, został odwołany z powodu działań wojennych.
|  | Legenda do wszystkich tabel: - PM – Puchar Mitropa - 1/8, 1/4, 1/2 – odpowiednia faza rozgrywek, f – finał - D – mecz u siebie, W – mecz na wyjeździe, N – mecz na boisku neutralnym - k. – rzuty karne, los. – losowanie |

| Lp. | Sezon | Puchar | Runda | Kraj           | Przeciwnik      | Gdzie | Wynik         | Uwagi                                             |
| --- | ----- | ------ | ----- | -------------- | --------------- | ----- | ------------- | ------------------------------------------------- |
| 1.  | 1928  | PM     | 1/4   | Czechosłowacja | Viktoria Žižkov | D     | wygrana 3:2   | -                                                 |
| 2.  | 1928  | PM     | 1/4   | Czechosłowacja | Viktoria Žižkov | W     | przegrana 1:6 | -                                                 |
| 3.  | 1937  | PM     | 1/8   |                | Genova 1893 FBC | W     | przegrana 1:3 | -                                                 |
| 4.  | 1937  | PM     | 1/8   |                | Genova 1893 FBC | D     | przegrana 0:3 | -                                                 |
| 5.  | 1940  | PM     | 1/4   |                | Újpest FC       | D     | wygrana 4:0   | -                                                 |
| 6.  | 1940  | PM     | 1/4   |                | Újpest FC       | W     | wygrana 1:0   | -                                                 |
| 7.  | 1940  | PM     | 1/2   | Rumunia        | Rapid Bukareszt | D     | remis 0:0     | -                                                 |
| 8.  | 1940  | PM     | 1/2   | Rumunia        | Rapid Bukareszt | W     | remis 0:0     | -                                                 |
| 9.  | 1940  | PM     | 1/2   | Rumunia        | Rapid Bukareszt | N     | remis 0:0     | rozegrano w Suboticy awans Rapidu drogą losowania |

### Tournée międzynarodowe
W dwudziestoleciu międzywojennym klub odbył kilka tournée po Europie - najczęściej do sąsiadujących Austrii i Węgier, gdzie piłkarze mierzyli się z tamtejszymi potentatami. Podczas objazdowych meczów w 1923, Građanski wygrał z Barceloną 1–0. Wyjazd do Anglii w 1936 pozwolił zaadaptować popularną wówczas w europejskim futbolu taktykę WM, która pomogła piłkarzom wygrać mistrzostwo Jugosławii 1937. Ówczesny trener Građanskiego, Márton Bukovi, w późnych latach 40. zmodyfikował ustawienie, które zastosowała węgierska "złota jedenastka" podczas mundialu w 1954. 
Građanski był także gospodarzem spotkań towarzyskich z najlepszymi drużynami Europy i świata - w czerwcu 1934 piłkarze z Zagrzebia zremisowali 0–0 z reprezentacją Brazylii, a w maju 1936 na oczach dziesięciu tysięcy widzów zwyciężyli Liverpool FC 5–1. Dla Anglików była to pierwsza porażka w historii z drużyną z kontynentu, a hat trickiem popisał się August Lešnik.

### Sukcesy
- Mistrzostwo Królestwa SHS/Jugosławii: 5

1923, 1926, 1928, 1936–37, 1939–40
- Mistrzostwo Niepodległego Państwa Chorwackiego: 1

1943
- Mistrzostwo Zagrzebia: 6

1919, 1920, 1923, 1923–24, 1924–25, 1927–28

## Piłkarze i trenerzy w historii klubu

### Reprezentanci
Przez trzy dekady istnienia liczni piłkarze Građanskiego stanowili trzon reprezentacji Jugosławii, reprezentując jej barwy na wielu międzynarodowych turniejach, takich jak igrzyska olimpijskie, Balkan Cup albo eliminacje do mundialu.
W 1929 doszło do rozpadu jugosłowiańskiej federacji piłkarskiej, co spowodowało przeniesienie siedziby krajowego związku z Zagrzebia do Belgradu. Z powodu bojkotu piłkarze z Chorwacji nie wystąpili na MŚ 1930 w Urugwaju, gdzie skład Jugosławii składał się z samych Serbów. Jugosławia nie zdołała zakwalifikować się na kolejne dwa turnieje, a Chorwaci powrócili do kadry dopiero w MŚ 1950, już po rozwiązaniu klubu.

### Lista reprezentantów Jugosławii i Chorwacji
| Gracz                  | Pozycja   | Lata w kadrze | Meczea | Golea | Rozgrywki międzynarodowe  |
| ---------------------- | --------- | ------------- | ------ | ----- | ------------------------- |
| Milan Antolković †     | napastnik | 1937–1939     | 8      | 1     |                           |
| Dragutin Babić         | obrońca   | 1921–1931     | 10     | 2     | IO 1924, IO 1928          |
| Ivan Belošević †       | obrońca   | 1933–1939     | 11     | 0     |                           |
| August Bivec           | obrońca   | 1933          | 1      | 0     |                           |
| Dragutin Bratulić      | bramkarz  | 1934–1935     | 3      | 0     |                           |
| Miroslav Brozović †    | obrońca   | 1940–1948b    | 17     | 0     | IO 1948                   |
| Zvonimir Cimermančić † | obrońca   | 1940–1948b    | 9      | 3     | IO 1948                   |
| Slavin Cindrić         | napastnik | 1920–1928     | 5      | 3     | IO 1920, IO 1924, IO 1928 |
| Eugen Dasović          | obrońca   | 1923–1927     | 10     | 0     | IO 1924                   |
| Ernest Dubac †         | obrońca   | 1938–1941     | 14     | 0     |                           |
| Svetozar Đanić †       | pomocnik  | 1940–1941     | 3      | 0     |                           |
| Fritz Federber         | obrońca   | 1922          | 1      | 0     |                           |
| Franjo Giller          | pomocnik  | 1926–1932     | 13     | 3     | IO 1928                   |
| Franjo Glaser †        | bramkarz  | 1933–1940     | 35     | 0     |                           |
| Ivan Granec            | pomocnik  | 1920          | 1      | 0     | IO 1920                   |
| Bernard Hügl           | obrońca   | 1934–1939     | 24     | 0     |                           |
| Rudolf Hitrec          | pomocnik  | 1926          | 1      | 0     |                           |
| Ivan Jazbinšek †       | obrońca   | 1938–1941     | 7      | 0     | IO 1948                   |
| Hugo Kinert            | pomocnik  | 1921–1922     | 2      | 0     |                           |
| Mirko Kokotović †      | pomocnik  | 1931–1939     | 23     | 4     |                           |
| Gustav Lechner †       | pomocnik  | 1931–1940     | 44     | 0     |                           |
| August Lešnik †        | napastnik | 1937–1940     | 10     | 4     |                           |
| Florijan Matekalo †    | pomocnik  | 1940          | 1      | 0     |                           |
| Maksimilijan Mihalčić  | bramkarz  | 1925–1931     | 18     | 0     | IO 1928                   |
| Emil Perška            | napastnik | 1920–1927     | 14     | 2     | IO 1920, IO 1924, IO 1928 |
| Branko Pleše †         | pomocnik  | 1937–1946b    | 6      | 3     |                           |
| Antun Pogačnik †       | obrońca   | 1937          | 2      | 0     |                           |
| Danijel Premerl        | obrońca   | 1925–1932     | 29     | 1     | IO 1928                   |
| Marko Rajković         | obrońca   | 1931–1933     | 2      | 0     |                           |
| Rudolf Rupec           | obrońca   | 1920–1924     | 9      | 0     | IO 1920, IO 1924          |
| Jaroslav Schiffer      | obrońca   | 1920–1922     | 6      | 1     | IO 1920                   |
| Vilmos Sipos           | napastnik | 1934–1939     | 13     | 1     |                           |
| Josip Urbanke          | pomocnik  | 1926          | 1      | 0     |                           |
| Dragutin Vragović      | pomocnik  | 1920–1923     | 7      | 0     | IO 1920, IO 1924          |
| Dragutin Vrđuka        | bramkarz  | 1920–1924     | 7      | 0     | IO 1920, IO 1924          |
| Franjo Wölfl †         | napastnik | 1938–1951b    | 12     | 6     | IO 1948                   |
| Aleksandar Živković    | napastnik | 1931–1935     | 15     | 15    |                           |

† Występował także w reprezentacji Niepodległego Państwa Chorwackiego (1941–1944)
a. Statystyki występów w reprezentacji Królestwa SHS i Królestwa Jugosławii (1920–1941)
b. Występował także w powojennej reprezentacji Jugosławii (1945–)

### Trenerzy klubu
- Karl Heinlein (1919–1921)
- Arthur Gaskell (1921–1924)
- Richard Kohn (1924–1925)
- Josef Brandstätter (1925–1926)
- Imre Pozsonyi (1926–1928)
- James Donnelly (1929–1931)
- György Molnár (1932)
- Robert Haftl (1933–1935)
- Márton Bukovi (1935–1945)